# Erythromastax
Erythromastax is een geslacht van rechtvleugeligen uit de familie Eumastacidae. De wetenschappelijke naam van dit geslacht is voor het eerst geldig gepubliceerd in 1971 door Descamps.

## Soorten
Het geslacht Erythromastax  is monotypisch en omvat slechts de volgende soort:
- Erythromastax kergarioui Descamps, 1971